# باتريس أندرسون
باتريس أندرسون (بالإنجليزية: Patrice Anderson)‏ هي متسابقة بياثل أمريكية، ولدت في 22 نوفمبر 1959 في دولوث في الولايات المتحدة.

## وصلات خارجية
- باتريس أندرسون على موقع IBU (الإنجليزية)
- باتريس أندرسون على موقع أوليمبيديا (الإنجليزية)